# J'ai envie de toi
J'ai envie de toi (italien : Ho voglia di te) est le second roman rose de Federico Moccia, publié le 9 février 2006 aux éditions Feltrinelli. Il s'agit de la suite de Trois mètres au-dessus du ciel (italien : Tre metri sopra il cielo), roman publié en Italie en 1992 et 2006 en France.

## Résumé
Après un séjour de deux ans à New York dû à la fin de son histoire d'amour avec Babi, la mort de Pollo et ses mauvaises relations avec sa mère, Step décide de retourner en Italie. Sa rencontre avec Gin (diminutif de Ginevra), totalement différente de Babi, change sa vie, une relation amoureuse s'ensuit. Invité à une réception par un ami, Step retrouve par hasard Babi. La jeune fille douce et innocente a pris de l'assurance et profite du désarroi de Step en l'entraînant sur une plage. Step tente de résister en pensant à Gin mais succombe. Babi, froidement, lui annonce son mariage et finalement Step réalise que les changements avec Babi sont tellement radicaux qu'ils dénaturent leur rapport qui était basé sur le souvenir d'un amour doux et tendre qui « l'avait fait voler trois mètres au-dessus du ciel ».
Un sentiment de culpabilité envahit Step, qui décide d'avouer l'infidélité à Gin, implorant inutilement son pardon. Step découvre que la rencontre avec Gin n'était pas le fruit du hasard, mais qu'elle l'aimait déjà en secret quand il fréquentait encore Babi. La mère de Step meurt et pendant l'enterrement les deux amants s'ignorent et Gin refuse à pardonner l'infidélité de Step. Le livre se termine avec Step qui écrit sur le mur faisant face à la maison de  Gin : J'ai envie de toi.

## Édition
- (it) Federico Moccia, Ho voglia di te, Milan, Feltrinelli, collection I Canguri, 2006, 415 p. (ISBN 88-07-70170-7, lire en ligne)

## Adaptation cinématographiques
Le 9 mars 2007 sort le premier film adapté du roman, Ho voglia di te (en), réalisé par Luis Prieto (en). Il a également été adapté en 2012 par Fernando González Molina (es) sous le titre Tengo ganas de ti, suite de Trois mètres au-dessus du ciel.